# Galerius palotája Gamzigrad-Romulianában
Gamzigrad a Dunától délre, Zaječar közelében fekvő szerb város.
A gyógyfürdő közelében találhatók a Felix Romuliana elnevezésű római komplexum romjai. Az erődben folytatott régészeti feltárások egy különlegesen finom mozaikokkal díszített, fürdőkkel és nagyszabású kapukkal ellátott palota maradványait hozták a felszínre. A gamzigradi Felix Romuliana feltételezések szerint Caius Galerius Valerius Maximianus római császár egyik rezidenciája lehetett a 3. század végén és a 4. század elején.
A helyszínen olyan fontos leleteket találtak, mint az egyiptomi rózsaszín kőből, az úgynevezett porfirból készült uralkodói arcképek, illetve az épületegyüttes korának meghatározását segítő pénzérmék. A város területe 6,5 hektár, és kb. 20 tornya van.
A hely 2007-ben került a világörökségek közé.

## Története
A palota első írásos emléke 1845-ből van. Ekkor jegyezte fel August von Herder báró az útirajzában, melynek címe: Bányászati út Szerbiában ("Рударски пут по Србији"). Ezután egy osztrák régésznek kelti fel az érdeklődését Felix Philipp Kanitz, aki 1860-ban ezen a vidéken járt. A 19. század vége felé több írás is megjelent a palotáról. A második világháború után ismét nagy érdeklődés kísérte Gamzigradot. 1950-ben Đurđe Bošković (Ђурђе Бошковић) egy új várfalat talált meg.
1953-ban kezdődtek meg a feltárások. A várfal mellett néhány palotát és templomot is találtak. A Galerius palotája a 3. században épült. Hasonló palotákat láthatunk Splitben, Kis-Ázsiában és Szicíliában.
A régészeti leletek alapján 6 szakaszra oszthatjuk Gamzigrad építését:
- Ókori település (1–2. század)
- Római település (Villa Rustica, 2. század)
- Római udvar (3–4. század eleje)
- Egyházi birtok (5. század)
- bizánci település (5–7. század)
- középkori város (9. század)
- török település (14–15. század)

A város első lakói a várfal északi részén telepedtek le. A leletek között találhatóak kőbalták a Kr. e. 3. évezredből, továbbá bronzeszközök a Kr. e. 2. évezredből és a vaskorból is.
A Kr. u. 3. században Gamzigrad déli részén nagy mezőgazdasági birtokokat építettek fel. Itt fellelhetőek egykori épületek, melyek valószínűleg a jószág és a növények őrzésére szolgáltak (istállók, raktárak).
A 4. század közepén elnéptelenedett, majd 380-ban újra benépesült a település. Mivel az ókornak ebből az idejéből nincsenek régészeti leletek, ezért nem tudni hogy a rómaiak melyik törzsekkel találkoztak (egyes feltételezések szerint legyengült tribál közösségek voltak itt).
Az 5. században Gamzigrad ismét elnéptelenedik a hunok támadása miatt 441-ben. A 6. században az avarok népesítik be a vidéket. 615 körül ismét néptelen lesz, majd a 10. században a bizánciak foglalják el. A török hódítások idején a várromok menedékhelyként szolgáltak.

## Külső hivatkozások
- Gamzigrad - Felix Romuliana portal